# Myrmarachne kuwagata
Myrmarachne kuwagata este o specie de păianjeni din genul Myrmarachne, familia Salticidae, descrisă de Yaginuma, 1967. Conform Catalogue of Life specia Myrmarachne kuwagata nu are subspecii cunoscute.